# Nazionale femminile di hockey su ghiaccio del Giappone
La nazionale di hockey su ghiaccio femminile del Giappone è controllata dalla Federazione di hockey su ghiaccio del Giappone, la federazione giapponese di hockey su ghiaccio, ed è la selezione che rappresenta il Giappone nelle competizioni internazionali femminili di questo sport.
La rappresentativa ha partecipato a due edizioni dei giochi olimpici invernali, nel 1998 e nel 2014, raggiungendo rispettivamente il sesto e l'ottavo posto nei relativi tornei. A livello di campionati mondiali, la squadra ha conquistato, come miglior piazzamento nella sua storia, il settimo posto nel 2008 e nel 2015.

## Roster attuale
Roster ai campionati mondiali femminili di hockey su ghiaccio 2022.
Head coach: Yuji Iizuka
| No. | Pos. | Nome                 | Altezza             | Peso           | Data di nascita (età) | Team                   |
| --- | ---- | -------------------- | ------------------- | -------------- | --------------------- | ---------------------- |
| 1   | G    | Riko Kawaguchi       | 1,65 m (5 ft 5 in)  | 70 kg (150 lb) | 19 settembre 2004     | Daishin                |
| 2   | D    | Shiori Koike – C     | 1,59 m (5 ft 3 in)  | 53 kg (117 lb) | 21 marzo 1993         | DK Peregrine           |
| 3   | D    | Aoi Shiga            | 1,65 m (5 ft 5 in)  | 63 kg (139 lb) | 4 luglio 1999         | Toyota Cygnus          |
| 4   | D    | Ayaka Hitosato – A   | 1,61 m (5 ft 3 in)  | 58 kg (128 lb) | 22 agosto 1994        | Linköping HC           |
| 5   | D    | Shiori Yamashita     | 1,58 m (5 ft 2 in)  | 52 kg (115 lb) | 28 aprile 2002        | Seibu Princess Rabbits |
| 6   | D    | Kohane Sato          | 1,63 m (5 ft 4 in)  | 59 kg (130 lb) | 16 marzo 2006         | Daishin                |
| 7   | D    | Kanami Seki          | 1,68 m (5 ft 6 in)  | 70 kg (150 lb) | 23 giugno 2000        | Seibu Princess Rabbits |
| 8   | D    | Akane Hosoyamada – A | 1,63 m (5 ft 4 in)  | 59 kg (130 lb) | 9 marzo 1992          | DK Peregrine           |
| 10  | F    | Hikaru Yamashita     | 1,58 m (5 ft 2 in)  | 54 kg (119 lb) | 23 settembre 2000     | Seibu Princess Rabbits |
| 11  | F    | Akane Shiga          | 1,65 m (5 ft 5 in)  | 61 kg (134 lb) | 3 marzo 2001          | Toyota Cygnus          |
| 13  | F    | Chisato Miyazaki     | 1,51 m (4 ft 11 in) | 51 kg (112 lb) | 8 agosto 1997         | Seibu Princess Rabbits |
| 14  | F    | Haruka Toko          | 1,67 m (5 ft 6 in)  | 65 kg (143 lb) | 16 marzo 1997         | Linköping HC           |
| 16  | F    | Yoshino Enomoto      | 1,60 m (5 ft 3 in)  | 48 kg (106 lb) | 22 settembre 1998     | Seibu Princess Rabbits |
| 18  | F    | Suzuka Taka          | 1,61 m (5 ft 3 in)  | 53 kg (117 lb) | 16 ottobre 1996       | DK Peregrine           |
| 19  | F    | Makoto Ito           | 1,67 m (5 ft 6 in)  | 67 kg (148 lb) | 2 maggio 2004         | Daishin                |
| 20  | F    | Ami Sasaki           | 1,56 m (5 ft 1 in)  | 52 kg (115 lb) | 3 febbraio 2002       | Toyota Cygnus          |
| 22  | F    | Yumeka Wajima        | 1,56 m (5 ft 1 in)  | 48 kg (106 lb) | 19 ottobre 2002       | DK Peregrine           |
| 25  | D    | Fumika Sasano        | 1,67 m (5 ft 6 in)  | 67 kg (148 lb) | 26 giugno 1997        | Göteborg HC            |
| 26  | F    | Miyuri Ogawa         | 1,54 m (5 ft 1 in)  | 55 kg (121 lb) | 3 ottobre 2000        | Daishin                |
| 27  | F    | Remi Koyama          | 1,47 m (4 ft 10 in) | 52 kg (115 lb) | 17 luglio 2000        | Seibu Princess Rabbits |
| 29  | G    | Miyuu Masuhara       | 1,57 m (5 ft 2 in)  | 50 kg (110 lb) | 4 ottobre 2001        | DK Peregrine           |
| 30  | G    | Akane Konishi        | 1,67 m (5 ft 6 in)  | 74 kg (163 lb) | 14 agosto 1995        | Vänersborgs HC         |
| 79  | F    | Hinata Corazon Lack  | 1,57 m (5 ft 2 in)  | 52 kg (115 lb) | 19 dicembre 2003      | DK Peregrine           |

## Palmarès

### Giochi asiatici invernali
- Oro a Sapporo 2017.
- Argento a Harbin 1996.
- Argento a Kangwon 1999.
- Argento a Changchum 2007.
- Argento a Aomori 2003.
- Argento a Almaty-Astana 2011.